# Ujeżdżalnia w Pszczynie
Dawna ujeżdżalnia w Pszczynie – budowla wchodząca w skład obiektów gospodarczych zespołu zamkowego w Pszczynie.
Usytuowana na północny wschód od zamku, tuż obok kościoła Wszystkich Świętych. Wzniesiona na przełomie lat 60. i 70. XIX w., przylegała do zachodniej, szczytowej ściany nieco wcześniej zbudowanych stajni. Murowana, pierwotnie nakryta pozornym sklepieniem z lunetami. Pierwotnie bogata w detal architektoniczny nawiązywała do północnego manieryzmu. W latach 1970–71, podczas gruntownej przebudowy na halę sportową, bezpowrotnie zniszczono jej historyczny wygląd, w tym  m.in. zamkniętą wolutowym szczytem fasadę.